# Китап (издательство)
Башкирское издательство «Китап» имени Зайнаб Биишевой (баш. Зәйнәб Биишева исемендәге Башҡортостан «Китап» нәшриәте) — государственное унитарное предприятие Республики Башкортостан, выпускающее художественную, научно-популярную, учебно-педагогическую, детскую, культурно-просветительную, краеведческую литературу и изобразительную продукцию на башкирском, русском, татарском языках, а также на языках других народов Башкортостана. Член Ассоциации книгоиздателей России (АСКИ).

## История
В 1919 году 1-я Всебашкирская конференция РКП(б), состоявшаяся в городе Стерлитамаке, в своей резолюции по организационному вопросу приняла следующий пункт: «Конференция поручает выборному центру организовать издательство литературы на мусульманском языке». Вскоре после этого в Стерлитамаке на базе национализированных типографий Бусыгина и «Нур» было организовано газетно-журнальное издательство Башкирской АССР — Башкирское государственное издательство (Башгосиздат).
В 1919—1920 годах начинает налаживаться издательское дело и в Уфе. В это время здесь на базе дореволюционной типографии губернского правления действовала издательская комиссия Уфимского губкома РКП (б) и губревкома. В октябре 1922 года вместо Башгосиздата и издательской комиссии губкома РКП (б) и губисполкома создается книгоиздательское и торговое паевое товарищество под названием «Башкнига», которое одновременно с выпуском литературы должно было заниматься и её реализацией.
В 1920-х годах оно сыграло крупную роль в разработке и совершенствовании башкирской письменности и башкирского литературного языка. В тот период в издательстве работали и издавались писатели, ставшие впоследствии классиками башкирской советской литературы: Мажит Гафури, Даут Юлтый, Афзал Тагиров, Имай Насыри, Тухват Янаби, Булат Ишемгул. Здесь же увидели свет книги, ставшие впоследствии классикой: «Черноликие» М. Гафури, «Солдаты», «Красногвардейцы» А. Тагирова, «Кровь» Д. Юлтыя, «Кудей» И. Насыри, «Мы вернемся» А. Карная и др.
28 ноября 1928 года Совнарком Башкирской АССР своим решением преобразовал «Башкнигу» в государственное издательство «Башгиз». С этого времени книгоиздательское дело в республике перешло под полную государственную опеку.
При активном участии Айдарова К. Г., в 1936 году «Башгиз» был реорганизован в две самостоятельные организации: Башкирское государственное издательство (Башгосиздат) при Совнаркоме БАССР и Башкниготорг при Комиссариате народного просвещения Башкирской АССР. В этом же году в Уфе вступила в строй новая типография, оснащенная современным оборудованием. Эти мероприятия самым существенным образом сказались на качестве и количестве выпускаемой продукции.
В 1930-е годы издательство развернуло работу по переводу и изданию на башкирском языке произведений русской и мировой классики. Впервые башкирский читатель получил возможность читать на родном языке творения А. С. Пушкина, М. Ю. Лермонтова, И. С. Тургенева, Л. Н. Толстого, В. Гёте, В. Гюго, Н. В. Гоголя, А. П. Чехова, Н. А. Некрасова, В. Г. Белинского, Н. Г. Чернышевского, Т. Шевченко, Ш. Руставели, Г. Гейне, Ж. Верна, Д. Дефо и др. На родном языке башкиры знакомились с произведениями А. М. Горького, В. В. Маяковского, А. Толстого, М. Шолохова, Д. Фурманова, а также писателей из национальных республик СССР — Я. Купалы, М. Ауэзова, К. Хетагурова, Г. Тукая, Х. Такташа и многих других.
В 1960 году преобразовано в Башкирское книжное издательство (Башкнигоиздат).
Массовым тиражом выходят тома «Башкирского народного творчества», включающие в себя образцы башкирского фольклора.
Издательство выпускает произведения русских писателей и поэтов, проживающих в Башкортостане, — Роберта Паля, Михаила Чванова, Рима Ахмедова, Сергея Матюшина и др.
В 1986 году был напечатан первый башкирский отрывной календарь. В его подготовке участвовали краеведы, ученые, писатели, журналисты. Позже увидели свет мусульманские и школьные календари, которые теперь пользуются популярностью среди жителей республики и других регионов.
В 1992 году переименовано в «Китап», в 2007 году издательству присвоено имя башкирской писательницы Зайнаб Биишевой.
В 2000 году, к 55-летию Победы в Великой Отечественной войне были изданы 22 тома книги «Память». В 2005 году выпущено 14-томное издание «Они вернулись с Победой».

## Награды
- Лауреат выставки «Полиграфия, дизайн, реклама» (Москва, 1997, 2001, 2007);
- Лауреат конкурса «Лучшие товары Башкортостана» (Уфа, 2006);
- Лауреат конкурсов «Лучшие книги года» Ассоциации Книгоиздателей России (2007, 2009—2011)[2][3];
- Лауреат конкурсов в рамках VI и VII международных выставок-ярмарок «Книга — путь сотрудничества и прогресса» (Ашхабад, 2011—2012).